# Myrsine howittiana
Myrsine howittiana Lundell – gatunek roślin z rodziny pierwiosnkowatych (Primulaceae). Występuje naturalnie w Australii – w stanach Nowa Południowa Walia, Queensland oraz Wiktoria. 

## Morfologia
PokrójZimozielone drzewo lub krzew.
LiścieBlaszka liściowa jest skórzasta i ma kształt od odwrotnie jajowatego lub lancetowatego do eliptycznego. Mierzy 4–13 cm długości oraz 2–4 cm szerokości, jest całobrzega, ma ostrokątną nasadę i ostry wierzchołek. Ogonek liściowy jest nagi i ma 7–14 mm długości.
KwiatyZebrane po 9–10 w pęczkach wyrastających z kątów pędów. Mają 4 lub 5 działek kielicha o owalnym kształcie. Płatki jest 4–5, są eliptyczne i mają zielonobiaławą barwę oraz 1 mm długości.
OwocePestkowce mierzące 5-7 mm średnicy, o kulistym kształcie i niebieskiej lub fiołkoworóżowej barwie.